# Lennart Samuelsson
Lennart Samuelsson (Borås, 7 luglio 1924 – Borlänge, 27 novembre 2012) è stato un allenatore di calcio e calciatore svedese, di ruolo difensore.

## Carriera

### Nazionale
Con la sua nazionale vinse una megaglia di bronzo alle Olimpiadi del 1952.

## Palmarès

### Giocatore

#### Competizioni nazionali
- Campionato francese: 1

Nizza: 1950-1951